# 超人系列电影
超人是DC漫画出版漫画小说中的一个虚构角色，该角色已经在多部电影中出现。1941年，超人通过一系列动画短片首度亮相银幕，1948和1950年又拍摄了另外两个系列的短片。1951年的《超人与摩尔人》（Superman and the Mole Men）则是首部超人长片电影。
1974年，伊利亚·塞尔金德、亚历山大·塞尔金德父子和皮埃尔·斯潘勒购买了将《超人》改编为电影的版权。剧本经过多次改写后，理查德·唐纳获得了执导《超人》和《超人II》的机会，这两部电影是一起拍摄的，唐纳把《超人II》拍完80%以后才决定还是先完成《超人》。赛尔金德父子在首部《超人》上映后解雇了唐纳，并委托理查德·莱斯特出任导演来拍完《超人II》，之后他还执导了1983年的《超人III》。1984年，赛尔金德父子制作了超人系列的衍生作品《女超人》，然后将电影改编版权转让给了坎农影业（Cannon Films），该公司于1987年推出了《超人IV：寻求和平》。这以后一直过了15年，才有第5部超人电影进入制作阶段。布莱恩·辛格执导的《超人归来》于2006年发行上映，该片相当于《超人》和《超人II》的续集，与之同期发行的还有《超人II：理查德·唐纳剪辑版》。《超人归来》的票房成绩不错，但没能达到华纳兄弟公司的预期，不过该公司还是决定重启这一系列。2013年6月，由扎克·施奈德执导、大卫·S·高耶编剧、克里斯托弗·诺兰出任制片人的《超人：钢铁之躯》上映，获得了商业上的成功。

## 系列电影
| 电影名称                 | 上映日期（美国） | 导演                      | 饰演者          |
| ------------------------ | ---------------- | ------------------------- | --------------- |
| 超人                     | 1978年12月15日   | 理查德·唐纳               | 克里斯托弗·里夫 |
| 超人Ⅱ                    | 1981年6月19日    | 理查德·唐纳 理查德·莱斯特 | 克里斯托弗·里夫 |
| 超人Ⅲ                    | 1983年6月17日    | 理查德·莱斯特             | 克里斯托弗·里夫 |
| 超人Ⅳ：寻求和平          | 1987年7月24日    | 薛尼·佛里                 | 克里斯托弗·里夫 |
| 超人归来                 | 2006年6月28日    | 布莱恩·辛格               | 布兰登·罗斯     |
| 超人：钢铁之躯           | 2013年6月14日    | 扎克·施耐德               | 亨利·卡维尔     |
| 蝙蝠侠大战超人：正义黎明 | 2016年3月25日    | 扎克·施耐德               | 亨利·卡维尔     |
| 正义联盟                 | 2017年11月17日   | 扎克·施耐德               | 亨利·卡维尔     |

## 派拉蒙动画短片
超人首度现身大银幕是在派拉蒙電影发行的一系列动画短片中，每部长度约为10分钟，从1941到1943年间一共制作了17部《超人》动画片，其中9部由（弗莱舍工作室）制作，8部由派拉蒙旗下的（菲默斯工作室）制作。

## 早期真人电影作品
哥伦比亚电影公司于1948年1月5日发行的15段式系列影集《超人》是首部由真人扮演超人的电影作品，下一次则是1950年的另一部15段式系列影集《原子人大战超人》。之后超人又在1951年的超级英雄电影《超人与摩尔人》中现身，该片由李·施瓦姆（Lee Sholem）执导，巴尼·萨瑞克（Barney Sarecky）监制，乔治·里弗斯扮演超人，菲莉斯·科特斯饰演路易丝·莱恩，片长58分钟。

## 克里斯托弗·里夫系列（1978至1987年）

### 《超人》（1978年）
制片人伊利亚·塞尔金德早在1973年时就有了拍摄超人题材电影的设想，说服自己的父亲亚历山大·塞尔金德于1974年11月买下超人的电影版权。两人请来马里奥·普佐连续撰写两部电影的剧本，并一度打算找史蒂文·斯皮尔伯格担任导演，但亚历山大觉得还是等斯皮尔伯格执导的《大白鲨》上映后看看情况，《大白鲨》上映后大获成功，两位制片人于是联系了斯皮尔伯格，但后者这时已经决定拍摄《第三类接触》。漫画曾希望由穆罕默德·阿里、艾尔·帕西诺、詹姆斯·凯恩、史蒂夫·麦奎因、克林特·伊斯特伍德和达斯汀·霍夫曼出演超人，弗朗西斯·福特·科波拉、威廉·弗莱德金、彼得·叶茨、约翰·古勒米、罗纳德·尼姆（Ronald Neame）和萨姆·佩金帕都曾是电影的导演人选。马龙·白兰度与吉恩·哈克曼分别签约出演超人的父亲乔艾尔和反派莱克斯·卢瑟，盖·汉弥尔顿将出任导演。不过，白兰度当时在意大利因电影《巴黎最后的探戈》而受到淫秽罪的指控，汉弥尔顿也因为纳税上的麻烦而不能到英格兰参加拍摄。于是塞尔金德父子请来了理查德·唐纳执导，唐纳则找来汤姆·曼凯维奇为剧本润色，这也给剧本带来了浓烈的宗教色彩。

克里斯托弗·里夫饰演超人和克拉克·肯特

克里斯托弗·里夫获选出演超人，不过最初塞尔金德父子对他并不如何看好。而白兰度虽然参加电影拍摄前连剧本也没有看过，并且参与拍摄的时间一共也不到两个星期，更不用说出演的还是一个戏份很少的配角，但他却得到了370万美元的片酬外加11.75%的票房利润分成。《超人》于1978年圣诞节档期上映，在商业和专业评论两方面都获得了成功，不过电影的制片人认为，上映同期没有多少其它电影同台竞争是本片成功的一个重要因素。

### 《超人II》（1980年）
唐纳与塞尔金德父子关系欠佳，虽然有理查德·莱斯特从中调解，但唐纳还是没有完成《超人II》。电影预算超支后，导演决定还是先暂停续集的拍摄，并且将其高潮戏段放到第一集中。虽然《超人》上映后获得了很大的成功，但唐纳还是没有回来继续完成《超人II》，这部电影是之后由莱斯特完成的，他也给了影片一个更为轻松的基调。塞尔金德父子还因财政上的原因而剪掉了白兰度出演的场景。之前为《超人》谱曲的约翰·威廉姆斯因为需要参加另外一部电影的作曲工作而退回了本片。《超人II》于1980年12月4日在澳大利亚首映，1981年4月9日在英国上映，虽然面临《夺宝奇兵》的强劲竞争，但仍然在商业和评论两方面都获得了成功。2006年，理查德·唐纳应影迷之邀与制片人迈克尔·陶（Michael Thau）合作推出了《超人2：理查德·唐纳剪辑版》，影片于2006年11月28日发行，获得了评论家和电影中几位演员的好评。

### 《超人III》（1983年）
由伊利亚·塞尔金德所构思的第三部超人系列电影将故事的范围扩大到了宇宙级别，并在其中引入了女超人以及两位超级坏蛋。这个故事的特点是女超人与其中一位超级坏蛋的父女关系，以及超人和女超人之间的恋情，而根据漫画原著中的设定，这两位本应是表兄妹。华纳兄弟公司没有接受这样的剧情设计，另外请人编写了《超人III》的剧本。理查德·普赖尔（Richard Pryor）在片中扮演电脑高手格斯·戈尔曼（Gus Gorman），他在一个百万富翁的操纵下制作出一种新的氪石，把超人转变成邪恶的另一个自我。改编后的剧本把塞尔金德构思剧本中的一个超级坏蛋缩减成电影中邪恶的“终极电脑”。影片于1983年6月17日影片在美国上映，虽然票房上还算差强人意，但评价上却远远不及，影片提名了两座金酸莓奖，特别是普赖尔的表演受到批评，认为前两部影片严肃的基调就毁在他的手里，此外对邪恶版超人的描绘也引起了争议。塞尔金德被拒绝的提案于2007年在网上发布。

### 《超人IV：寻求和平》（1987年）
坎农影业接手了第4部超人电影的制作，克里斯托弗·里夫对这部电影所涉及的核武器主题很感兴趣，于是同意出演，这也成为里夫主演的超人系列电影中首部美国电影（之前几部属英国电影）。坎农决定将《超人IV》的预算从3500万美元大幅削减至1500万美元，这导致电影中所使用的特技效果很不理想，结合过于明显的剪辑痕迹，影片的反响是所有超人电影（不包括《女超人》）中最差的，像《超人III》一样被提名两项金酸莓奖。由于连续两部电影表现都很差，华纳兄弟公司决定暂时搁置这一系列。

### 衍生作品

#### 《女超人》（1984）
塞尔金德父子在获得超人的电影版权期间，也取得了超人表妹“女超人”的电影版权。1984年，里夫《超人》系列电影的衍生作品《女超人》正式上映，里夫原订会在片中客串出镜，但最终还是没有实现。海伦·斯雷特出演女超人一角，这也是她出演的第一部电影。不过虽然斯雷特是女主角，但片头出现的第一位演员姓名却是费·唐纳薇，她在片中出演大反派塞琳娜（Selena）。此外，马克·麦克卢尔（Marc McClure）还回归出演了吉米·奥利森（Jimmy Olsen）一角。《女超人》票房和评价都惨不忍睹，比任何一部超人电影都要差，不过斯雷特还是因该片获得了一项土星奖提名。

## 取消的电影项目
《超人IV：寻求和平》上映后的17年时间里，华纳兄弟公司曾计划过多部超人系列电影的摄制，但其中大部分方案都在不同时期胎死腹中，这其间涉及了许多导演、编剧和演员，有些作品都已经进行实际拍摄阶段，前后花费了约5000万美元资金，但都没有任何作品面世。

### 《超人V》
《超人IV》上映前，坎农影业曾计划由艾伯特·潘（Albert Pyun）来执导这一系列的第5部电影，但《超人IV》的惨败导致坎农影业破产，超人系列的电影版权又回到了塞尔金德父子手中。1990年代初，伊利亚·塞尔金德与电视剧《少年超人》（Superboy）的编剧卡里·贝茨和马克·琼斯（Mark Jones）一起编写了《超人》（又名《超人：新电影》，原名）的故事。故事中超人在缩小装进瓶子里的氪星首都坎多城死亡后又起死回生。巧合的是，漫画之后于1992年出版的超人故事主线中也有其死亡后重生的类似情节。塞尔金德、贝茨和琼斯开发了两稿剧本，并打算请克里斯托弗·里夫回归出演超人。

### 《超人重生》
《超人之死》漫画的成功促使华纳兄弟公司于1993年初从塞尔金德父子手中买下了超人的电影版权，并将项目交给制片人乔恩·彼得斯负责。公司不打算采用《超人：新电影》的剧本设定，于是彼得斯请乔纳森·勒姆金（Jonathan Lemkin）来编写新的剧本。华纳兄弟公司要求新剧本要能够吸引主流观众，风格上可能获得20世纪90年代新生代电影观众的认同。此外还希望电影中增加一些适合与合家观赏的家庭电影元素，与《永远的蝙蝠侠》类似，这样有助于提高超人相关玩具产品的号召力，几家大型玩具厂商都要求要在2月中旬的美国国际玩具交易会前看到勒姆金的剧本。
勒姆金创作的这个剧本题为《超人重生》，故事的主线是克拉克·肯特和路易斯·莱恩感情上的烦恼，以及超人与“末日”（Doomsday）之间的大战。之后超人不敌末日，向路易丝表白后，他生命的力量也传导到了她的身上，路易丝神奇地产下一名男婴，这个孩子只用了3个星期就长到有21岁那么大，成为复活的新超人拯救了世界。华纳兄弟公司觉得《永远的蝙蝠侠》中也有着类似的主题结构，因此没有接受这个剧本。
彼得斯于是又请来格雷戈里·波伊莱尔改写剧本，波伊莱尔于1995年12月完成改写。这个故事同样涉及超人与路易斯·莱恩的感情问题，并且超人也同样为“末日”所杀。只是其复活后失去了一切超能力（或者准确地说是还没有学会如何使用自己的力量），因此穿上了一件可以模拟之前力量的机械战衣直至他恢复（学会使用）力量时止。根据剧本中的描述，这种力量从概念上与《星球大战》中的原力很相似。此外剧本中超人还有来自外星的盟友，另外还有其他多个反派角色出场。华纳兄弟公司对这个剧本很满意，不过之后还是请了凯文·史密斯来进行改写。史密斯认为波伊莱尔的剧本对超人漫画原著缺乏足够的尊重，他之后在《与凯文·史密斯共度良宵》（An Evening with Kevin Smith）中表示，这个剧本“就像超人电影的《蝙蝠侠》电视节目版本，非常不自然”。

### 《超人的生活》
1996年8月，凯文·史密斯向彼得斯描述了自己的故事大纲，彼得斯同意让他编写剧本，但是提出了三个方面的要求。首先，超人需要穿上全黑色的套装，并且超人也不能飞。史密斯认为这样的话超人会“看起来像个严重超龄的童子军”，于是他描写超人飞行过程中会有“一个红蓝色的残影，并且每一次起飞时都会产生声爆”。彼得斯还希望电影的高潮戏段中超人与一个巨大的蜘蛛作战。史密斯意识到自己只是来将一个已经成形的构思写成剧本，但还是接受了这些条件。彼得斯和华纳兄弟公司还让史密斯写了一个反派角色与北极熊大战的情节，或是送给大反派莱克斯·卢瑟一只太空狗。并且还因当时重新发行的《星球大战》系列电影而在片中也加上了类似R2-D2，有情绪会思考的机器人角色。彼得斯之后出任了1999年动作喜剧片《飙风战警》的制片人，并将其巨型蜘蛛的构想应用到了该片中。
史密斯所编写的《超人的生活》（Superman Lives）剧本中有“末日”和“布莱恩尼阿克”（Brainiac，直译有天才的意思）两个超级坏蛋角色，布莱恩尼阿克派出末日去杀死超人，并且因为知道超人需要通过阳光来获得力量而将太阳遮起来。布莱恩尼阿克还与莱克斯·卢瑟合作，而超人则经一个氪星的机器人复活，只是没有了超能力，这个机器人于是化身为一套战衣穿到了超人的身上来赋予他力量直到他恢复为止。布莱恩尼阿克试图夺得这个机器人并掌握其科技，但最终被超人打败。史密斯所考虑的演员人选包括本·阿弗莱克饰演克拉克·肯特和超人，琳达·费奥伦蒂诺出演路易斯·莱恩，杰克·尼科尔森饰演莱克斯·卢瑟，法米克·詹森诠释梅茜·格拉芙斯（Mercy Graves），约翰·马奥尼饰演佩里·怀特（Perry White），大卫·海德·皮尔斯（David Hyde Pierce）扮演氪星机器人，杰森·李出演布莱恩尼阿克，另有杰森·缪斯（Jason Mewes）诠释吉米·奥尔森。
罗伯特·罗德里格兹获得了执导这部电影的邀请，他虽然很喜欢这个剧本，但由于已经承诺接拍青春恐怖片《老师不是人》而不得不推掉这次机会。史密斯原本建议请蒂姆·波顿来执导，而且波顿也签下了500万美元的违约赔偿合同。华纳兄弟公司很快开始安排制作并将电影的上映时间定在1998年夏，以纪念超人一角在漫画杂志上出现60周年。尼古拉斯·凯奇是漫画杂志的粉丝，他同意出演并签订了2000万美元的违约赔偿合同，相信自由能够“重新构想这个角色”。彼得斯也觉得凯奇可以“让观众相信他（超人）真的是从外太空来的”。波顿则表示由凯奇来出演将会“第一次让你真的相信没有人发现克拉克·肯特就是超人，他（凯奇）真的可以从物理上改变自己的人格形象”。凯文·斯派西获邀出演莱克斯·卢瑟，而蒂姆·艾伦则表示已就出演大反派布莱恩尼阿克进行恰谈，不过吉姆·凯瑞曾是这一角色的理想人选。另有报道称柯特妮·考克斯可能会出演路易斯·莱恩，史密斯则确认克里斯·洛克将饰演吉米·奥尔森，迈克尔·基顿也确认自己将会出演，但表示其角色并不是蝙蝠侠。电影的特效制作预计由工业光魔公司负责。
影片原定于1998年初开拍，1997年6月，电影进入前期制作阶段，艺术指导瑞克·海因里希斯（Rick Heinrichs）带领美术设计团队开始工作。波顿决定请韦斯利·斯崔克（Wesley Strick）改写史密斯的剧本，对此史密斯公开表示了自己的失望：“公司对我的作品很满意，然后蒂姆·波顿加入进来了。等到他签了违约赔偿合同后，他反过来说想要另拍一个自己的版本。所以你觉得华纳兄弟会支持哪一边？是就拍了部《疯狂店员》（Clerks）那个人，还是拍出来一部赚到5个亿的《蝙蝠侠》那个人？”斯崔克对史密斯剧本中超人失去超能力，然后需要依靠一个机器人的设定感到非常很不满。他还觉得剧情中大反派布莱恩尼阿克通过向太空发射一张圆盘来挡住太阳，以令需要阳光来获取能源的超人失去超能力这样的情节设定与《辛普森一家》中一集的情节过于类似。不过在看过《超人之死与重生》（The Death and Return of Superman）后，斯崔克也理解了史密斯的一些做法。斯崔克改写下的超人是一位存在主义者，觉得对地球来说自己只是一个外人。超人受到布莱恩尼阿克和莱克斯·卢瑟的威胁，两个反派合并成为“莱克斯尼阿克”（Lexiac），根据斯崔克的说法，这是“一个精神分裂/疯狂的超级大坏蛋”。超人被杀后在一种名叫的神力下复活，这种神力也是氪星的象征，然后他打败了莱克斯尼阿克。
美术设计师塞尔凡·德斯普里兹声称美术部门所需制作的东西与超人系列漫画小说几乎没有任何联系，并表示彼得斯“会带一些孩子过来，让他们对墙上的画作评分来评估玩具开发的可行性。这基本上就是一场玩具展！”彼得斯看到一期《国家地理》杂志封面上有一张髑髅的照片，于是他找到了美术部门的工作人员，告知对方自己希望把片中大反派的太空船设计成同样的外形。波顿向德斯普里兹描述了布莱恩尼阿克的形象，德斯普里兹称那看起来就是“梅林的头发，下面是个髑髅，上面扣个鱼缸”。概念画家洛尔夫·莫尔在一次接受采访时表示他设计了一套氪星机器人的外衣，这件道具计划用在一个该机器人变形为一部飞行器时使用。
波顿选择了宾夕法尼亚州的匹兹堡来作为电影中大都会的主要拍摄地点，而片场系统也做了预留，但开拍日期却多次推迟。开始建好的一小片氪星外景也因此销毁，凯奇甚至连服装都已经穿好了。公司还曾考虑要把片名《超人的生活》改为《超人重生》。此外，华纳兄弟公司觉得斯崔克的剧本拍摄成本太高，于是又请来丹·吉尔罗伊帮忙改写，来让其在经济上更为可行。吉尔罗伊将剧本从需要1.9亿美元预算降低到了1亿美元，然而由于其他电影项目和财政上的原因，公司还是不愿意直接开拍，而是让吉尔罗伊又创作了两稿剧本。最终，华纳兄弟于1998年4月决定暂时不拍这部电影，波顿因此离开了剧组去拍摄《断头谷》。到了这个时候，项目已经花掉了3000万美元，但却也能取得任何实质性进展。波顿之后表示，参加《超人的生活》这一项目是他一生中最糟糕的经历，特别是与彼得斯和华纳在多个方面意见相左的情况下。“我基本上浪费了一整年。考虑到要和一些你很不希望合作的人一起工作，这真是一段很漫长的时间”。
出于对电影制作进展缓慢的失望，漫画小说的爱好者兼剧作家亚历克斯·福特（Alex Ford）于1998年9月向华纳兄弟公司自荐了剧本《超人：钢铁之躯》，根据其设想，这将成为又一个总数达7部的大型系列电影。公司和彼得斯对福特的方案很有兴趣，不过之后双方还是因创作理念存在差异而未能继续合作。对于这次经历福特表示，“我可以肯定地告诉你他们对漫画缺乏了解。他们的目标观众并非你我这样花7美元去看电影的人，而是那些会花60美元购买玩具和餐盒的父母。这只是一笔生意，而且你觉得哪个更重要，是1.5亿的票房，还是6亿的商品成交额？”
对吉尔罗伊的剧本，彼得斯先后联系过拉尔夫·仲达格（Ralph Zondag）、迈克尔·贝、谢加·凯普尔（Shekhar Kapur）和马丁·坎贝尔来执导，但他们都拒绝了，布莱特·拉特纳也选择接拍《居家男人》而谢绝邀请，此外有报道称公司还考虑过请西蒙·韦斯特或斯蒂芬·诺林顿出任导演。1999年6月，小威廉·威谢尔（William Wisher, Jr.）获聘撰写新的剧本，尼古拉斯·凯奇也在故事元素方面给予了协助。但到了2000年6月，凯奇也彻底退出了这个项目，而威谢尔则于同年8月给出了新的剧本，报道称其中拥有一些类似于《黑客帝国》的元素。2000年10月，漫画小说作者基思·吉芬（Keith Giffen）设计了新的故事方案，不过华纳兄弟公司没有采纳，之后公司又联系了奥利弗·斯通担任导演，但也遭到了拒绝。2001年4月，公司花费170万美元薪酬请保罗·阿塔那斯奥（Paul Attanasio）从零开始编写一个新剧本，彼得斯联系了威尔·史密斯出演超人，但考虑到种族方面问题，对方同样予以谢绝。

### 《蝙蝠侠对超人》（2000年代初）
2002年2月，J·J·艾布拉姆斯获聘编写一部新的超人题材电影剧本，其中将忽略《超人之死》的情节设计，以一个原创故事来重启这一系列，最初定下的标题为《超人飞越》（Superman: Flyby）。项目已经获得了拍摄许可，但导演约瑟夫·麦克金提·尼彻决定接拍《霹雳娇娃：全速进攻》而放弃了计划，公司于是联系了沃尔夫冈·彼德森来执导。但到了2001年8月，安德鲁·凯文·沃克向华纳兄弟公司提出了《蝙蝠侠对超人》（Batman vs. Superman）的构思，彼德森仍然担任导演，而艾布拉姆斯的剧本则暂时搁置。之后公司还请来了阿齐瓦·高斯曼改写沃克的剧本。
高斯曼改写的剧本于2002年6月21日完成，故事中蝙蝠侠布鲁斯·韦恩已经退休5年，阿尔弗莱德·潘尼沃斯、詹姆斯·戈顿及迪克·格雷森均已故世。与此同时，克拉克·肯特与路易斯·莱恩离婚后一直郁郁寡欢，布鲁斯与美丽的伊丽莎白·米勒成婚时，克拉克还是他的伴郎。然而两人度蜜月时，伊丽莎白被小丑所杀，布鲁斯因此不得不再次穿上蝙蝠侠战衣，他发现这一事件还牵涉到莱克斯·卢瑟于是寻求超人的帮助。但克拉克与拉娜·兰陷入了情网，因此拒绝了布鲁斯的请求。布鲁斯为此将伊丽莎白的惨死怪责在克拉克身上，两人于是变得敌对起来。不过当蝙蝠侠和超人发现这一切原来正是卢瑟的一个大阴谋时，他们决定联合起来阻止他。受到托比·马奎尔在《蜘蛛侠》中表演的启发，彼得森打算寻找一个演员“既能真正表现出人物的复杂性和感情，又可以保持一个伟大超级英雄故事的趣味性”。据报道他为此考虑过马特·达蒙、约翰尼·德普、科林·法瑞尔、詹姆斯·弗兰科、裘德·洛和保罗·沃克来出演蝙蝠侠或超人。在克里斯托弗·诺兰执导的三部蝙蝠侠电影中出演蝙蝠侠的克里斯蒂安·贝尔也曾获邀出演蝙蝠侠，而乔什·哈奈特则获邀扮演超人。
电影于2003年初开拍，计划用5至6个月时间拍完并在2004年暑期上映。但在艾布拉姆斯提交了一份名为《超人飞越》的剧本后，华纳兄弟公司取消了这部电影的计划来考虑分别拍摄蝙蝠侠或超人题材的电影。据彼得森所说，“阿兰·霍恩（华纳兄弟公司总裁）对此非常纠结，因为拍摄一部蝙蝠侠大战超人的电影这是个多么吸引人的概念啊”。尽管项目就这样被取消了，但彼得森之后还是表示有兴趣执导《蝙蝠侠对超人》，布莱恩·辛格也有同样的想法。在2007年电影《我是传奇》的片头，时代广场上有一条巨大的横幅上面显示着超人和蝙蝠侠的标志。这正是撰写了《蝙蝠侠对超人》和《我是传奇》剧本的阿齐瓦·高斯曼在片中所开的玩笑。

### 《超人飞越》
2002年7月，·艾布拉姆斯完成了《超人飞越》的剧本。主要剧情为氪星上发生了一场内战，敌对的双方分别是超人的父亲乔艾尔和兄弟卡塔佐（Kata-Zor），在被获胜的卡塔佐打入大牢前，乔艾尔将把儿子装进飞行器中朝地球发射过去来实现一个预言。乔纳森·肯特和玛莎·肯特收养了这个孩子并起名克拉克·肯特。克拉克长大后进入《行星日报》（Daily Planet）社工作并爱上了路易斯·莱恩，不过路易斯此时更关心的是揭露莱克斯·卢瑟的阴谋。克拉克之后向全世界揭示自己就是超人，于是卡塔佐的儿子以及另外3名氪星人来到地球。超人寡不敌众被杀，到了氪星人的天堂后见到了在狱中自杀的父亲。然后超人复活过来回到地球打败了全部4名氪星人，剧本最终他前往氪星，为续集留下悬念。
2002年9月，华纳兄弟公司请布莱特·拉特纳来执导本片，起初还计划由一位名不见经传的演员来出演主角，于2003年下半年开拍。拉特纳联系过乔什·哈奈特和裘德·洛来扮演超人，但他也承认，事实证明请一位大明星来饰演系列电影的主角是很困难的，因为其合约中都会要求保证出演续集。“没有哪位大明星会愿意签下这样的协议，但在向裘德和乔什介绍这部电影时，我也会警告他们接演超人可能导致的后果。可能今后10年他们都需要扮演这同一个角色，因为只要第一部电影能像大家期望的那样成功，我就会一连执导三部电影”。哈奈特获得了以高达1亿美元片酬出演三部电影的合同，但他还是谢绝了。虽然《超人飞越》的预算超过了2亿美元（还不包括之前在《超人重生》、《超人的生活》和《蝙蝠侠对超人》中花掉的钱），但华纳兄弟公司仍然决定投拍，并将发行日期定在2004年暑期。克里斯托弗·沃肯有望出演佩里·怀特一角，拉特纳还表示有意请安东尼·霍普金斯扮演乔艾尔，拉尔夫·费恩斯饰演莱克斯·卢瑟，这两位演员之前都曾出演过他执导的《红龙》。
克里斯多夫·里夫是本片的项目顾问，他认为在《超人前传》出演少年克拉克·肯特的汤姆·威灵是一位理想人选。里夫还补充道，“（超人）这个角色比起扮演他的演员更重要，因为这是一个经久不衰的神话，所以肯定需要保持一定神秘感”。此外，保罗·沃克、阿什顿·库彻、布兰登·费舍和马修·波莫都曾是饰演超人的人选，不过由于档期上与《70年代秀》和《超人的诅咒》存在冲突，并且也希望避免自己出演的角色过于雷同，库彻决定还是不出演这一角色。杰瑞·奥康奈尔曾表示有兴趣出演，大卫·伯伦纳兹还参加了试镜，但之后因档期上与《夜行天使》存在冲突而退出。维克多·韦伯斯特已经分别试演过克拉克·肯特和超人，詹姆斯·麦斯登也与导演进行了会面。之前拒绝参加超人一角试镜的乔尔·埃哲顿（Joel Edgerton）参加了反派角色泰佐尔的试镜，不过到了2003年3月，由于演员选择方面的困难以及与乔恩·彼得斯之间出现的暴力分歧，导演布莱特·拉特纳退出了剧组。
导演退出后，约瑟夫·麦克金提·尼彻回归接手，费舍虽然有兴趣，但也担心角色雷同的问题。塞尔玛·布莱尔就出演路易斯·莱恩一角开始谈判，此外娱乐公司获聘负责电影的视觉特技效果制作，斯坦·温斯顿将会制作片中的一些模型，金·莱布勒里（Kim Libreri）担任电影特效总监。尼彻联系了希亚·拉博夫来出演吉米·奥尔森，并打算找个无名小卒扮演超人。斯嘉丽·约翰逊将出演路易斯·莱恩，而约翰尼·德普则会扮演莱克斯·卢瑟。不过尼彻在2012年接受采访时表示，小罗伯特·唐尼已入选出演莱克斯·卢瑟。尼尔··莫瑞兹（Neal H. Moritz）和吉尔伯特·阿德勒（Gilbert Adler）计划出任电影的制片人。尼彻还委托乔什·施瓦兹改写艾布拉姆斯的剧本。华纳兄弟公司原计划安排本片在澳大利亚拍摄，但尼彻希望改为在加拿大拍摄，这会导致拍摄成本高出2500万美元。尼彻还拍摄了多位演员的样本片段，如杰森·贝尔（Jason Behr）、亨利·卡维尔、贾德·帕达里克和迈克尔·卡西迪。不过最终由于预算方面的问题和拍摄地点上与华纳兄弟公司无法达成一致，尼彻也退出了剧组。他认为“在另一片大陆上拍摄美国的心脏地带是不恰当的”，并因此选择在纽约和加拿大进行拍摄，但华纳兄弟公司则希望在澳大利亚的悉尼进行。之后这位导演承认自己其实是有飞行恐惧症所以不愿意去澳大利亚。尼彻退出后，艾布拉姆斯希望可以亲自执导自己的剧本，但华纳兄弟公司于2004年7月选择了布莱恩·辛格，他之后导演并推出了《超人归来》。

## 《超人归来》（2006年）

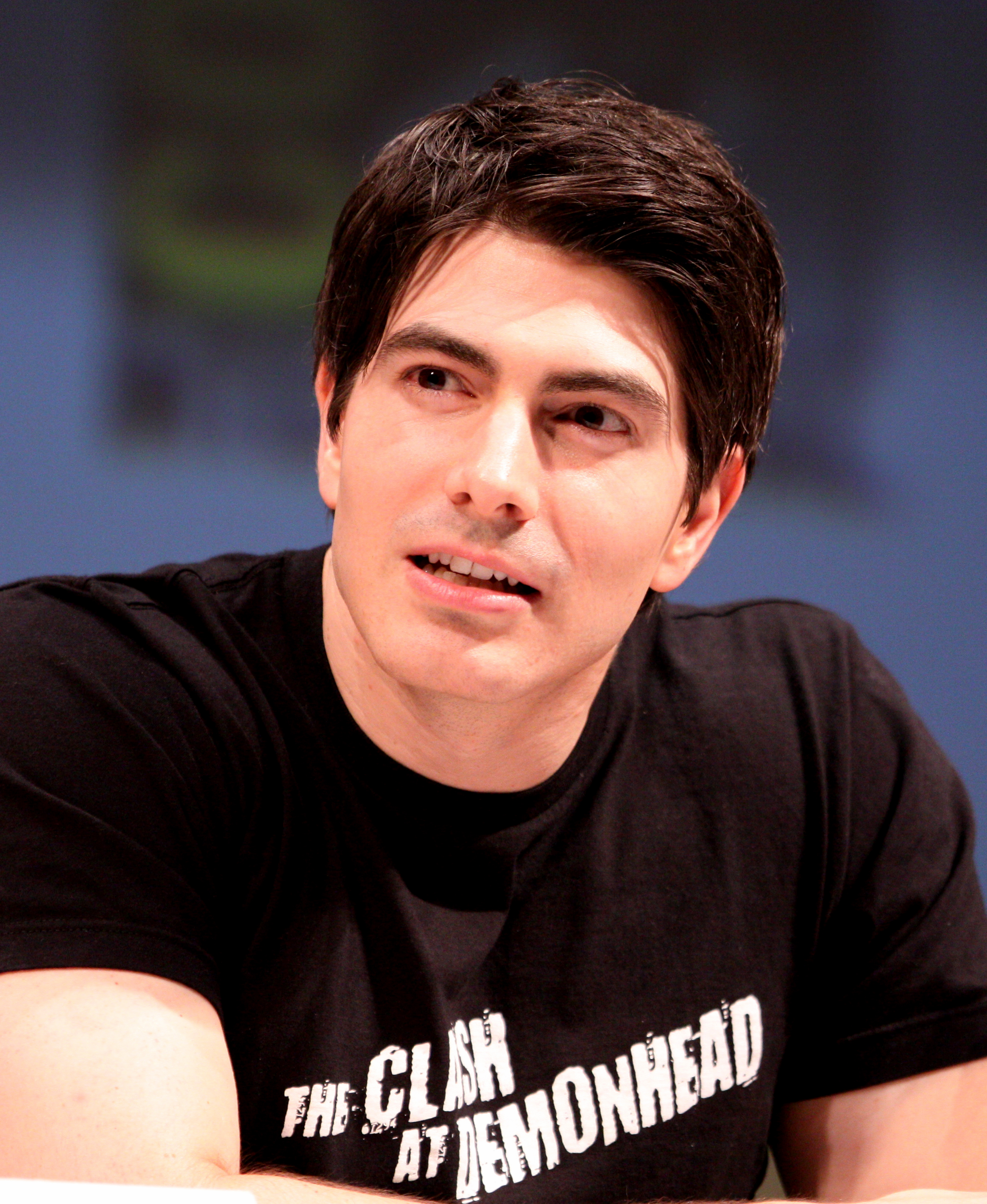
布兰登·罗斯在《超人归来》中饰演超人

布莱恩·辛格从儿时起就是理查德·唐纳执导《超人》的粉丝，所以华纳兄弟公司虽然是在拉特纳和尼彻都退出后再请他来执导《超人归来》，但他还是马上就接受了，并且放弃了另外两部已经进入前期制作的电影《X战警3：背水一战》（该片因此改由拉特纳执导）和1976年电影《我不能死》（Logan's Run）的重拍片。《超人归来》从情节设定上相当于《超人》和《超人II》的续集，没有考虑《超人III》和《超人IV：寻求和平》的内容。辛格执导的这个故事讲述超人前往氪星历时5年来寻找幸存者，回到地球后却发现挚爱的路易斯·莱恩已经订婚，而且已经有了孩子。辛格还仿照唐纳的做法选择了与当年克里斯多夫·里夫一样毫无名气的布兰登·罗斯来扮演超人，这位演员的外型还和里夫有些相似。出演配角的则都是更为大牌的演员，如扮演莱克斯·卢瑟的凯文·斯派西等。辛格还将他之前拍摄《X战警2》的整个剧组都一起请来再在这部电影中合作，并且通过利用以前电影拍摄的胶片让马龙·白兰度也出现在本片中。《超人归来》上映后获得了不错的评价，全球票房收入约为3.91亿美元。

### 续集提案
2006年2月，华纳兄弟公司宣布将于2009年为该片推出一部续集，导演仍然是布莱恩·辛格，这时距《超人归来》发行还有四个月。布兰登·罗斯、凯特·波茨沃斯、凯文·斯派西、萨姆·亨廷顿（Sam Huntington）、弗兰克·兰格拉和特里斯坦·雷克·勒布（Tristan Lake Leabu）都将继续出演同一角色。为此辛格放弃了执导《我不能死》重拍片和有关哈维·米尔克题材小说改编电影的机会。编剧迈克尔·道赫蒂（Michael Dougherty）打算让续集成为一部“动作集锦”，并写入“其他氪星人”和反派角色，甚至包括像比扎罗（Bizarro）这样拥有几乎所有超人力量的恶魔。《超人归来》片尾在太空中漂浮的氪星陆块将成为推动续集剧情发展的重要元素。虽然《超人归来》所获评价以正面为主，但其票房表现却令华纳兄弟公司和传奇电影公司感到有些失望。华纳兄弟总裁阿兰··霍恩（Alan F. Horn）对此表示，《超人归来》的确是一部很成功的电影，但是它本“应该在全世界拿下5个亿的票房。或许我们应该在其中加入更多的动作戏码来满足年轻的男性观众”。对于公司的抱怨，辛格觉得简直难以置信，他说：“这电影卖了4个亿！我真不明白这年代里他们到底还想怎么样才不算业绩欠佳”。《超人归来》的所有开支一共达到2.09亿美元，但华纳兄弟公司最高只打算为续集投资1.75亿美元。
《超人归来》续集的拍摄原定于2007年中期展开，但辛格决定接拍《行动目标希特勒》，于是拍摄就推迟到了2008年3月，可编剧道赫蒂和丹·哈里斯（Dan Harris）又决定退出参与其它项目。2007年11月5日开始直至2008年2月12日才结束的2007年－2008年美国编剧协会大罢工则令影片的发行时间推迟到了2010年。辛格在2008年3月时仍然把这部续集视为首要目标，并表示影片正在进行前期开发，布兰登·罗斯则预期电影将在2009年初开拍。漫画总裁保罗·里维兹（Paul Levitz）也希望罗斯可以像《超人归来》中那样继续出演超人，但是公司与其签订的合约将于2009年到期，因此电影需要尽快开拍。但是，由于华纳兄弟公司决定重启超人系列电影，辛格退出了本片的摄制计划，接拍《巨人捕手杰克》和《太空堡垒卡拉狄加》的改编电影。华纳兄弟公司制片总监杰夫·罗宾诺夫曾于2008年8月表示，《超人归来》在人物刻划等多个方面与其预想的并不一致，导致续集也未能像一开始所计划的那样在2009年圣诞节档期上映。

## 擴展宇宙

### 《超人：钢铁之躯》（2013年）

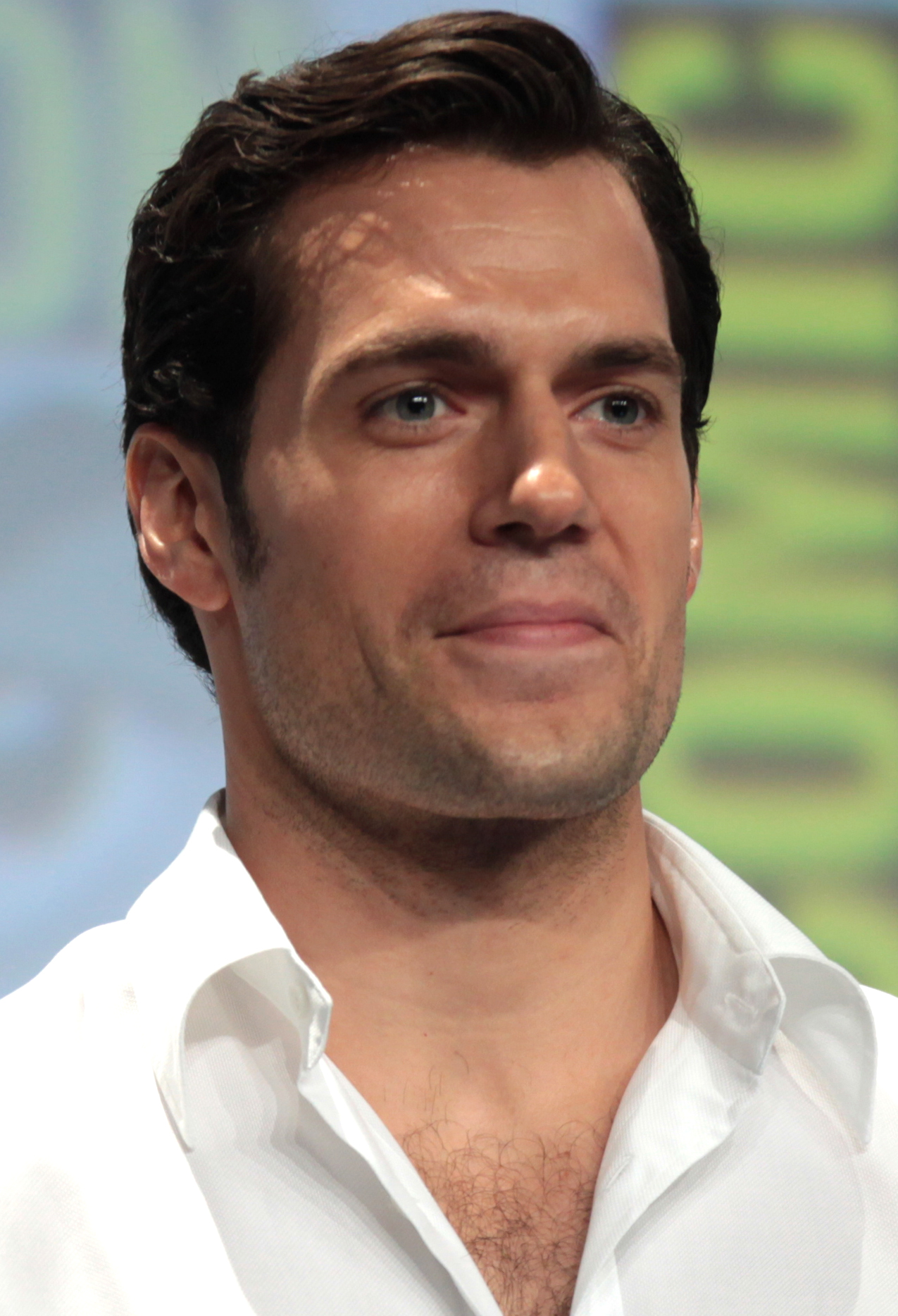
亨利·卡维尔主演的《超人：钢铁之躯》是至今超人系列电影中票房最高的作品

2008年6月，华纳兄弟公司联系了多位漫画作家、编剧和导演一起研究应该如何成功地重启超人系列电影。“我告诉他们这是个不错的点子，只管像看待李安的《绿巨人》一样来看待《超人归来》。”漫画小说作家马克·韦德（Mark Waid）说，“《无敌浩克》已经证明，观众会原谅你，他们也愿意接受新的版本”。漫画小说作家格兰特·莫里森、高夫·强斯和布拉德·梅特泽都对电影的重启给出了自己的想法。莫里森的构思与他创作的《全明星超人》类似，而韦德的方案则与《超人：与生俱来的权利》接近。马克·米勒和导演马修·沃恩还计划了一套长达8个小时的三部曲，每一年发行一部，与《指环王》三部曲相似。米勒则建议以《教父》三部曲的模式来设计剧情，即包含有超人早期在氪星出生和成长，到最终失去超强力的一生写照。2009年8月，法院裁决杰里·西格尔一家人重新获得超人的电影版权，同时也认定华纳兄弟公司没有因拍摄之前的超人系列电影而欠下西格尔一家任何专利费用，但是如果新版的超人电影一直到2011年还没有开拍，那么西格尔就可以再以未拍摄电影的利润损失为由起诉华纳兄弟公司要求赔偿。
2008年对《蝙蝠侠：黑暗骑士崛起》的故事进行探讨时，大卫·S·高耶得知华纳兄弟公司正在策划重启超人电影系列，于是把自己所构思的现代背景超人故事告知了克里斯托弗·诺兰。诺兰对此留下了深刻的印象，并于2010年2月联系华纳兄弟公司提出了这一设想。考虑到《黑暗骑士》商业和评论上的成功，华纳兄弟公司请诺兰来出任这部新电影的制片人，并由高耶编剧。诺兰也曾像1978年理查德·唐纳执导《超人》那样来为《蝙蝠侠诞生》选择演员，所以他也很赞赏辛格执导《超人归来》与老版电影联系起来的做法。“他们让白兰度、格伦·福特和尼德·巴蒂这些伟大的演员来扮演小角色，”诺兰表示，“这在当时的超级英雄电影中可是个不同寻常的做法”。唐纳的电影也给童年时的诺兰留下了深刻的印象，还成为他用来判断电影质量好坏的试金石。吉尔莫·德尔·托罗决定接拍小说《瘋狂山脈》改编的同名电影，因此拒绝了执导本片的邀请，之后公司还联系了罗伯特·泽米基斯。有传言称本·阿弗莱克曾考虑执导一部超人电影，他对此没有否认，不过也表示自己主要是基于故事情节来选择项目：“我所学到的一点是不要根据预算数额，或是花了多少钱在特技效果上以及在什么地方取景拍摄来看待一部电影，故事才是最重要的。”此外，托尼·斯科特、达伦·阿伦诺夫斯基、邓肯·琼斯（Duncan Jones）、乔纳森·里贝斯曼和马特·里夫斯都曾是本片的导演人选。但最终华纳兄弟公司选中的是扎克·施奈德，他于2010年10月加入剧组。演员的敲定则在11月开始，亨利·卡维尔出演超人，这让他成为了第一位出演这一角色的非美籍演员。艾米·亚当斯饰演路易斯·莱恩，黛安·蓮恩扮演玛莎·肯特。其他演员还包括凯文·科斯特纳饰演乔纳森·肯特，迈克尔·珊农扮演大反派佐德将军，罗素·克劳诠释超人的生父，氪星人乔·艾尔。此外还有德国女演员安婕·特拉乌在片中出演另一位反派人物弗拉。电影的主体拍摄工作于2011年8月1日在伊利诺伊州的芝加哥开始，2013年6月10日在纽约举行了首映式，多位演员出席，再于2013年6月14日全面上映，有传统2D、3D和IMAX多种版本。《超人：钢铁之躯》取得了商业上的成功，全球票房突破6.6亿美元，超过了之前任何一部超人系列电影。

### 《蝙蝠侠大战超人：正义黎明》
大卫··高耶和扎克·施奈德分别是《超人：钢铁之躯》续集的编剧和导演，但由于高耶还需要参加其它项目的制作，因《逃离德黑兰》获奥斯卡金像奖的编剧克里斯·泰瑞欧获聘改写剧本。克里斯托弗·诺兰也有望回归担任制片人，不过这次他发挥的作用会比上次要小。2013年6月16日，《华尔街日报》报道称这部续集有可能在2014年上映。华纳公司宣布，超人和蝙蝠侠将会在《超人：钢铁之躯》的续集中共同出场，影片计划于2015年上映。高耶在2013年圣地亚哥国际动漫展超人75周年活动中表示，续集的片名有可能是《超人大战蝙蝠侠》（Superman Vs Batman）或《蝙蝠侠大战超人》（Batman Vs Superman）。2013年8月22日，《娱乐周刊》报道称本·阿弗莱克将出演蝙蝠侠。2013年12月4日，有报道称盖尔·加朵将出演神力女超人。此外，霍利·亨特将在片中扮演一名联邦参议员，冈本多绪则会出演莱克斯·卢瑟的一名助手。卡兰·马尔韦和斯科特·麦克纳里也获选参演，但具体角色不得而知。雷·费雪将在片中饰演钢骨。
2014年1月17日，有报道称电影的发行日期从原定的2015年7月17日推迟到了2016年5月6日，以期给予主创人员足够的“时间充分实现他们的设想”，特别是“考虑到故事复杂的视觉性质”。2014年1月31日，杰西·艾森伯格和杰瑞米·艾恩斯分别成为莱克斯·卢瑟和阿尔弗莱德·潘尼沃斯的扮演人选。施奈德在正式的新闻稿中表示，选择杰西扮演卢瑟可以让主创人员发掘更多的趣的变化，让角色朝新的、意料之外的方向发展。
2014年6月，有报道称杰森·莫玛获选扮演水行侠，但这一消息尚未得到证实。阿弗莱克、加朵和艾森伯格的入选引来了漫画书粉丝的反弹，甚至还有些人发起在线请愿书，希望不要让阿弗莱克诠释蝙蝠侠。影片计划在加拿大安大略的多伦多进行拍摄，不过几位主要演员于2014年5月19日在密歇根州底特律开始了主体拍摄工作，而涉及女演员盖尔·加朵的戏份已在5月16日完成，影片还计划在摩洛哥和南太平洋取景。

### 《正義聯盟》（2017年）
2013年6月，據報導，大衛·S·高耶簽約編寫《蝙蝠俠對超人：正義曙光》以及新的《正義聯盟》劇本。2014年4月，查克·史奈德簽約回歸執導《正義聯盟》。同年10月，華納兄弟宣布，該片的片名為《Justice League Part One》。2016年3月，據報導，華納兄弟聘請克里斯·泰瑞歐擔任編劇，泰瑞歐表示，該片不會像《蝙蝠俠對超人：正義曙光》那麼黑暗。6月，傑夫·強斯宣布，該片的片名簡化為《Justice League》 。艾佛列克、卡維爾、賈多特、摩莫亞、費雪、艾恩斯、蓮恩、亞當斯、艾森柏格、尼爾森與萊特都將回歸飾演他們各自的角色。希朗·漢德負責反派荒狼的配音及動態捕捉。片中還包含數位首次登場的角色，如詹姆斯·高登（J·K·西蒙斯飾演）、梅拉（安柏·赫德飾演）、努迪斯·武爾科（威廉·達佛飾演）、愛瑞絲·威斯特（凱爾西·克萊蒙飾演）及亨利·艾倫（（Henry Allen，比利·庫達普飾演）等。主體拍攝於2016年4月11日至10月間進行，拍片地點包含華納兄弟利維斯登工作室、英格蘭、倫敦及冰島。2017年5月，導演史奈德因家庭因素而不得不退出電影的後製階段。喬斯·溫登取代了史奈德的職務，連帶接手負責額外的補拍。該片於2017年11月17日在全球上映。

## 角色

### 常见角色
| 角色名           | 片名                                                                 | 片名            | 片名            | 片名                 | 片名           | 片名                                                     | 片名                         | 片名         |
| 角色名           | 《超人》                                                             | 《超人II》      | 《超人III》     | 《超人IV：寻求和平》 | 《超人归来》   | 《超人：钢铁之躯》                                       | 《蝙蝠侠大战超人：正义黎明》 | 《正义联盟》 |
| ---------------- | -------------------------------------------------------------------- | --------------- | --------------- | -------------------- | -------------- | -------------------------------------------------------- | ---------------------------- | ------------ |
| 超人 克拉克·肯特 | 克里斯托弗·里夫 杰夫·伊斯特 李·奎格利（3岁） 艾伦·斯莫林斯基（婴儿） | 克里斯托弗·里夫 | 克里斯托弗·里夫 | 克里斯托弗·里夫      | 布兰登·罗斯    | 亨利·卡维尔 迪兰·斯普瑞伯瑞（11岁） 库伯·蒂伯莱恩（9岁） | 亨利·卡维尔                  | 亨利·卡维尔  |
| 露薏絲·蓮恩      | 玛戈·基德                                                            | 玛戈·基德       | 玛戈·基德       | 玛戈·基德            | 凯特·波茨沃斯  | 艾米·亚当斯                                              | 艾米·亚当斯                  | 艾米·亚当斯  |
| 雷克斯·路瑟      | 吉恩·哈克曼                                                          | 吉恩·哈克曼     |                 | 吉恩·哈克曼          | 凯文·斯派西    |                                                          | 杰西·艾森伯格                |              |
| 乔·艾尔          | 马龙·白兰度                                                          | 马龙·白兰度[A]  |                 |                      | 马龙·白兰度    | 罗素·克劳                                                |                              |              |
| 乔纳森·肯特      | 格伦·福特                                                            |                 |                 |                      |                | 凯文·科斯特纳                                            | 凯文·科斯特纳                |              |
| 玛莎·肯特        | 菲莉斯·塔克斯特                                                      |                 |                 |                      | 爱娃·玛丽·森特 | 戴安·琳恩                                                | 戴安·琳恩                    | 戴安·琳恩    |
| 佩里·怀特        | 杰基·库珀                                                            | 杰基·库珀       | 杰基·库珀       | 杰基·库珀            | 弗兰克·兰格拉  | 劳伦斯·菲什伯恩                                          | 劳伦斯·菲什伯恩              |              |
| 吉米·奥尔森      | 马克·麦克鲁尔                                                        | 马克·麦克鲁尔   | 马克·麦克鲁尔   | 马克·麦克鲁尔        | 萨姆·亨廷顿    |                                                          | 邁克·凱斯蒂                  |              |
| 萨德将军         | 特伦斯·斯坦普                                                        | 特伦斯·斯坦普   |                 |                      |                | 迈克尔·珊农                                              |                              |              |
| 蘿拉             | 苏珊娜·约克                                                          | 苏珊娜·约克     |                 |                      |                | 阿耶莱特·祖里尔                                          |                              |              |
| 拉娜·兰          | 黛安·雪莉                                                            |                 | 安妮特·奥图     |                      |                | 加丁·古尔德                                              |                              |              |
| 布拉德           | 布拉德·弗洛克                                                        |                 | 加万·奥赫里奇   |                      |                |                                                          |                              |              |
| 无               | 杰克·奥哈罗兰                                                        | 杰克·奥哈罗兰   |                 |                      |                |                                                          |                              |              |
| 乌尔莎           | 莎拉·道格拉斯                                                        | 莎拉·道格拉斯   |                 |                      |                | 安婕·特拉乌                                              |                              |              |
| 伊芙·泰斯马彻    | 瓦莱丽·佩莱恩                                                        | 瓦莱丽·佩莱恩   |                 |                      |                |                                                          |                              |              |
| 欧蒂斯           | 尼德·巴蒂                                                            | 尼德·巴蒂       |                 |                      |                |                                                          |                              |              |

[A]马龙·白兰度出演《超人2》的镜头被剪去，因此没有出现上当年上映的电影中。不过2006年发行的《超人2：理查德·唐纳剪辑版》中恢复了这些镜头。

### 其他角色
| 《超人》 - 第一长老：特瑞沃·霍华德 - 第二长老：哈里·安德鲁斯 - 凡德艾：玛丽亚·雪儿 《超人II》 - 总统：E·G·马绍尔 - 警长：克里夫顿·詹姆斯 《超人III》 - 加斯·戈曼：理查德·普赖尔 - 洛瑞莱：帕梅拉·史蒂芬森 - 罗斯·韦伯斯特：罗伯特·沃恩 - 维拉·韦伯斯特：安妮·罗斯 | 《超人IV：寻求和平》 - 大卫·沃菲尔德：山姆·沃纳梅克 - 哈瑞·豪勒：威廉姆·霍金斯 - 简·皮埃尔·杜波斯：吉姆·布劳德本特 - 拉茜·沃菲尔德：玛瑞儿·海明威 - 莱尼·卢瑟：乔恩·克莱尔 - 核人：马克·比罗 《超人归来》 - 杰森·怀特：特里斯坦·莱克·里布 - 凯蒂·科沃斯基：帕克·波西 - 理查德·怀特：詹姆斯·麦斯登 - 斯坦福特：卡尔·潘 | 《超人：钢铁之躯》 - 内森·哈迪上校：克里斯托弗·米洛尼 - 艾米尔·汉密尔顿博士：理查德·希夫 - 弗拉：安婕·特拉乌 - 斯旺维克将军：哈里·林尼科斯 - 亨瑞·阿克德森：塔莫·潘尼凯 - 塞多斯基中士：亚历山卓·朱利安尼 - 史蒂夫·伦巴德：迈克尔·凯利 - 威特尼·福德曼：罗伯特·格迪奇 |

## 迴响

### 评价
| 片名                       | 專業評價         | 專業評價       | 公眾評價 | 公眾評價 |
| 片名                       | 爛番茄           | Metacritic     | 影院评分 | PostTrak |
| -------------------------- | ---------------- | -------------- | -------- | -------- |
| 《超人》                   | 93%（59篇评论）  | 86（11篇评论） | 不適用   | 不適用   |
| 《超人II》                 | 89%（45篇评论）  | 87（11篇评论） | 不適用   | 不適用   |
| 《超人III》                | 26%（43篇评论）  | 42（9篇评论）  | 不適用   | 不適用   |
| 《女超人》                 | 8%（25篇评论）   | 不適用         | 不適用   | 不適用   |
| 《超人IV：寻求和平》       | 12%（41篇评论）  | 22（10篇评论） | C        | 不適用   |
| 《超人归来》               | 76%（258篇评论） | 72（40篇评论） | B+       | 不適用   |
| 《超人：钢铁之躯》         | 56%（288篇评论） | 55（47篇评论） | A−       | 不適用   |
| 《蝙蝠俠對超人：正義曙光》 | 29%（437篇評論） | 44（51篇評論） | B        | 73%      |

### 票房成绩
| 《超人》                                                  | 1978年12月15日 | $134,478,449   | $166,000,000   | $300,478,449   | $5500萬 | [ 12 ]  |
| 《超人II》                                                | 1981年6月19日  | $108,185,706   | $108,200,000   | $216,385,706   | $5400萬 | [ 17 ]  |
| 《超人III》                                               | 1983年6月17日  | $59,950,623    | $20,300,000    | $80,250,623    | 未知    | [ 21 ]  |
| 《女超人》                                                | 1984年11月21日 | $14,296,438    | 未知           | $14,296,438    | $3500萬 | [ 32 ]  |
| 《超人IV：寻求和平》                                      | 1987年7月24日  | $15,681,020    | $14,600,000    | $30,281,020    | $1700萬 | [ 203 ] |
| 《超人再起》                                              | 2006年6月28日  | $200,081,192   | $191,000,000   | $391,081,192   | $2.7億  | [ 204 ] |
| 《超人：鋼鐵英雄》                                        | 2013年6月14日  | $291,045,518   | $379,100,000   | $670,145,518   | $2.25億 | [ 205 ] |
| 《蝙蝠俠對超人：正義曙光》                                | 2016年3月25日  | $330,360,194   | $544,000,000   | $874,360,194   | $2.5億  | [ 206 ] |
| 总计                                                      | 总计           | $1,154,079,140 | $1,423,200,000 | $2,577,279,140 | $9.06億 | [ 207 ] |
| 补充说明 - 資料數據截至2024年7月（由Box Office Mojo计算） |                |                |                |                |         |         |

## 系列收藏
华纳兄弟公司已经为超人系列电影发行过三次系列收藏套装。其中第一套为2001年5月1日发行的“超人全套收藏版”，拥有录像带和两种载体，包括《超人》、《超人II》、《超人III》、《超人IV：寻求和平》4部电影，其中版本售价为29.99美元，版本售价为49.99美元，获到了较好的评价。
2006年11月28日，里夫主演的4部超人电影在《超人：钢铁之躯》上映后发行了新的收藏套装。其中《超人》是一套四张光盘的限定版，《超人II》则是两张光盘的限定版，《超人III》和《超人IV：寻求和平》均为单张光盘的豪华版。四部电影一起包含在《克里斯托弗·里夫超人收藏》中，全套8张光盘售价79.92美元。与之前2001年发行的套装一样，《克里斯托弗·里夫超人收藏》也获得了较为正面的评价。
2006年11月28日还发行了一个多达14张的“超人终极珍藏版”套装，其中包括《超人》、《超人II》、《超人II：理查德·唐纳剪辑版》、《超人III》、《超人IV：寻求和平》、《超人归来》以及一部纪录片《云天之上：超人的奇幻故事》，套装的外包装是一个锡制盒子，售价99.92美元，一经发行就获得了非常好的评价。然后就在第二天，华纳兄弟公司宣布套装中存在两处失误，首先是《超人》本应是双声道，而不是光盘上的5.1声道，其次是《超人III》本应是2006年的豪华版，但却错装了2001年的版本。因此这一套装被马上召回，华纳兄弟公司也让所有已经购买了的影迷免费更换。此外由于市场反响良好，“超人终极收藏版”套装于2007年5月29日重新上架销售。
2011年4月1日，华纳宣布将于同年6月7日首度发行所有超人电影的蓝光光盘套装。

## 延伸閱讀
- . CATCHPLAY. 2017-11-18. （原始内容存档于2019-06-03）.